# SZU–14
A SZU–14 szovjet kísérleti nehéz önjáró löveg, amelyet a T–35-ös nehéz harckocsi alvázán alakítottak ki. 1935-ben tervezték a leningrádi Kirov gyárban.
Az első változatba egy 203 mm-es tarackot építettek, ez 50 tonnás tömegével 20 km/h-s sebességre volt képes.
A SZU–14–1-es változat 152,4 mm-es B–10-es hajóágyúval volt felszerelve, amely 43,5 kg-os lövedékkel 20 km-re tudott tüzelni. Ez a prototípus már csak 47,9 tonnát nyomott és sebessége is 31 km/h-ra növekedett.
1939-ben Sztálingrádban 152,4 mm-es Br–2-es harckocsiágyúval elkészült a SZU–14–2-es változat. Tömege 65 t-ra, hatótávolsága 25 km-re növekedett.

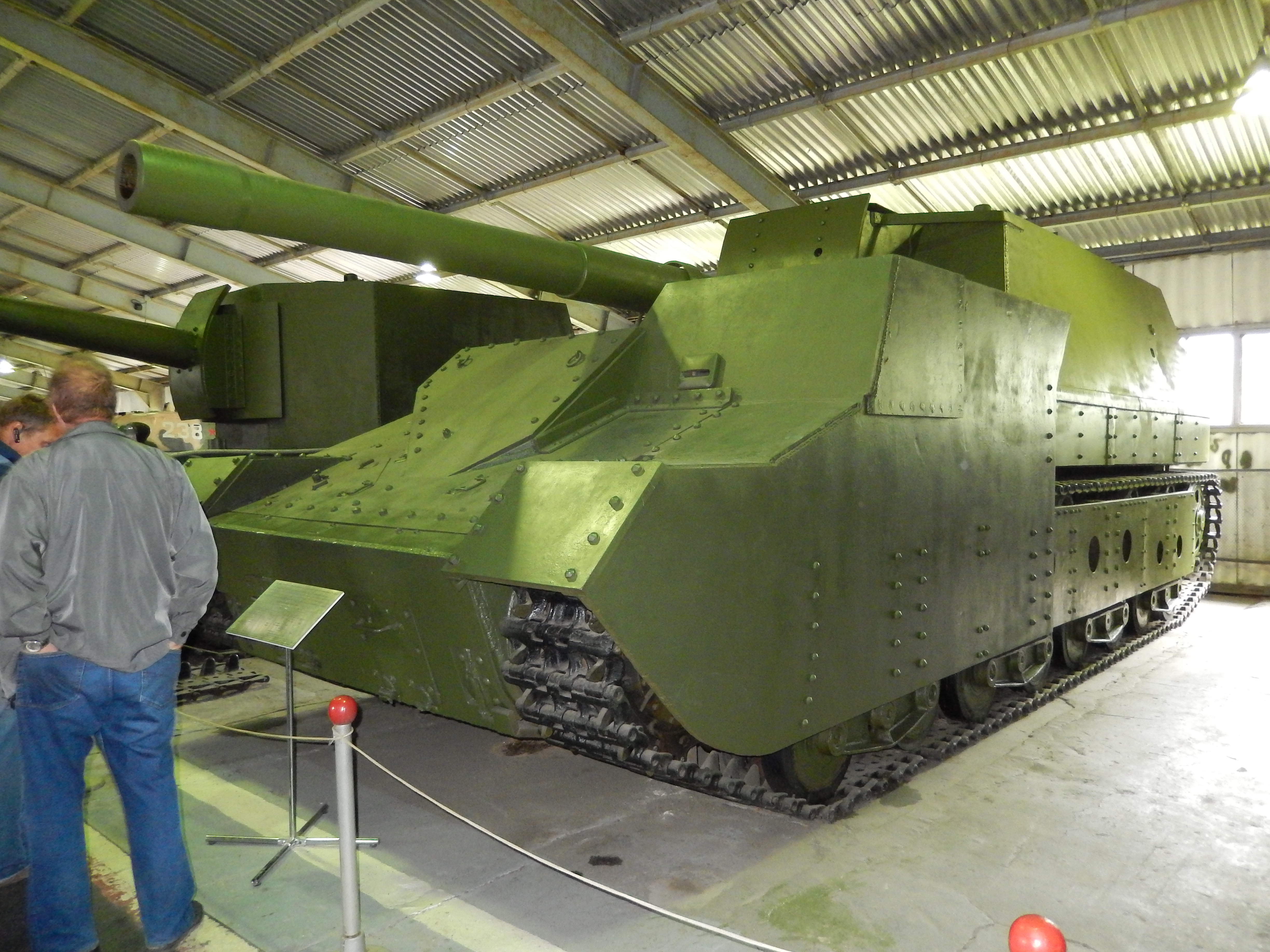
SZU–14-2 önjáró löveg a kubinkai harckocsimúzeumban
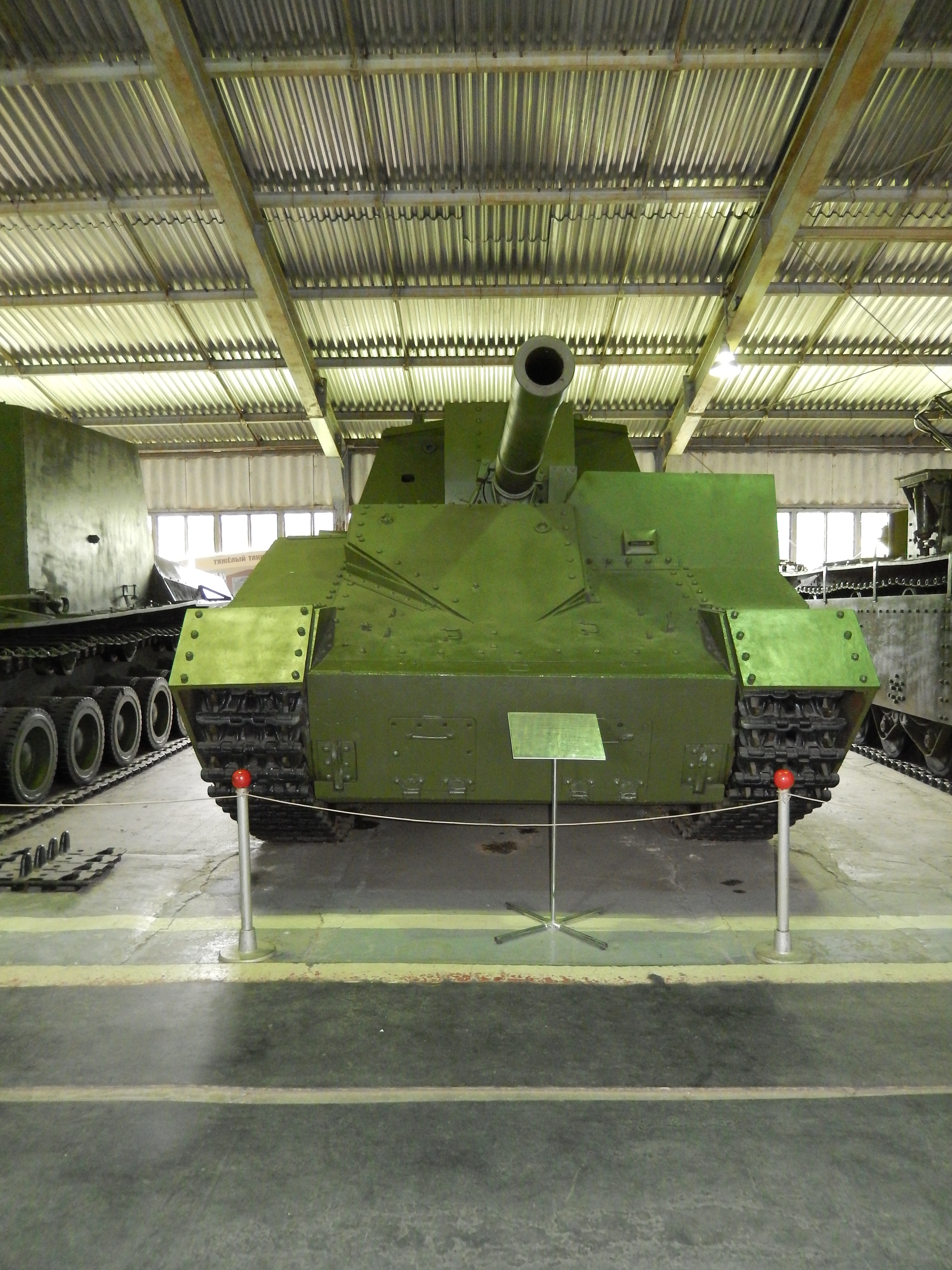

## Külső hivatkozások
- www.WWIIVehicles.com